# 워터볼

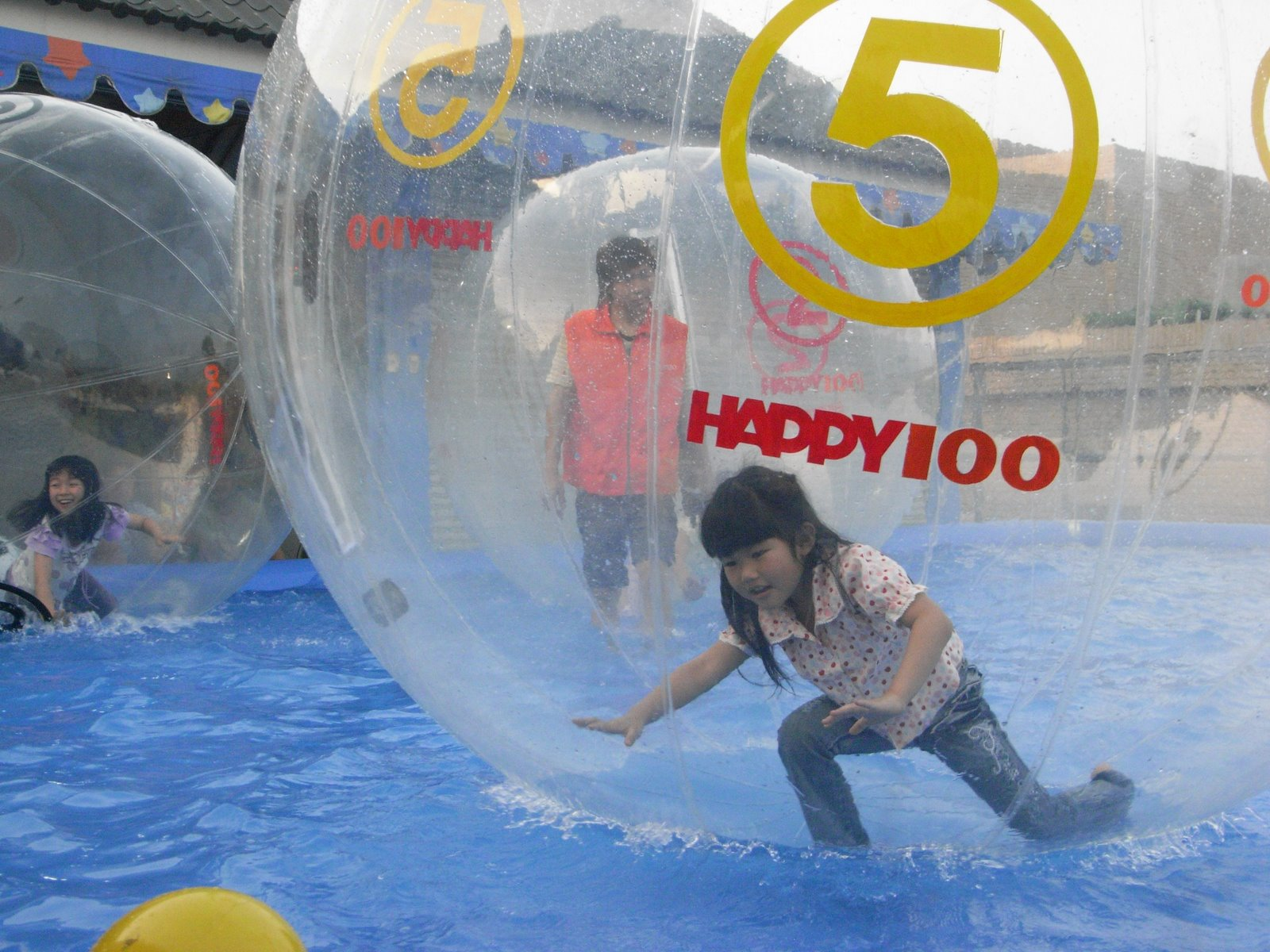
워터볼

워터볼(Water ball)은 수상 놀이기구이다. 물에 뜨는 공으로, 안에 사람이 들어갈 수 있다.
워터볼은 그 안에 있는 사람이 물의 표면을 가로질러 걸을 수 있게 해주는 커다란 팽창식 구체이다. 이 거대한 공은 일반적으로 직경이 2미터이며 쉽게 출입할 수 있도록 지퍼가 달린 입구가 있다. 워터볼은 조브(zorb)와 비슷하지만 레이어가 하나뿐이고 수상 여행용으로 설계되었다. 영국에서는 아이들의 건강을 유지하기 위해 수영장, 선착장 및 호수에서 이 공을 사용했다.

## 같이 보기
- 조빙